# Camp Stanley
Camp Stanley ist ein Stützpunkt der US Army außerhalb von Uijeongbu, Südkorea und fungiert als Außenposten von Camp Red Cloud, dem Hauptquartier der 2. US-Infanteriedivision und Kernverband der 8. US-Armee.

## Stationierte Einheiten
- 304th Signal Battalion
- 61st Maint Co,
- 498th CSB,
- 501st CSG;
- 46th Trans,
- 498th,
- 501st CSG;
- Warrior Replacement Company;
- 2nd Bn/2nd AVN Regiment und weitere Unterstützungseinheiten

## Geschichte
Seit 1955 existierte der Stützpunkt als Zeltstadt, 1969 wurden die ersten Gebäude errichtet.
Vor dem allgemeinen Truppenabbau der US-Streitkräfte in Südkorea wegen des Kriegs gegen den Terror gegen den im Jahr 2005 waren Camp Stanley folgende Einheiten stationiert:
- 6th Battalion, 37th Field Artillery (MLRS)
  - (1) headquarters battery,
  - (3) fire batteries
  - (1) battery des 38th FA Regiment (A-38) Dies war ein verstärktes Bataillon mit MLRS-Artillerie mit 9 zusätzlichen Abschussgeräten.